# Nyctemera disjuncta
Nyctemera disjuncta là một loài bướm đêm thuộc phân họ Arctiinae, họ Erebidae.